# Ахмед-кан
Ахмед-кан или Текудер-кан, по рођењу Никодар  Оглан (1247, област Толуида — 10. августа 1284) био је илкан, тј. кан Илканата, монголског каната са центром у Персији (1282—1284). Био је син Хулагу-кана, оснивача тог каната, из династије Бориџигин.

## Порекло и младост
Ахмед-кан се родио 1247. године у области Џингис-кановог најмлађег сина Толуја , као син Хулагу-кана и Кутај-катун. По рођењу је добио монголско име Текудер, што значи савршенство, а потом је крштен као несторијански хришћанин под именом Никодар Оглан. Можда је на то утицала његова баба по оцу и Толујева удовица Соркохтани Беки, иначе несторијанка.
По Марку Полу, Текудер је одрастао на двору чагатајског кана, заносећи се тиме да и сам постане владар. Ту је чуо за богату, од Монгола независну, област Пенџаба у Индији. Са циљем да је освоји, у тајности је окупио руљу од око 10.000 углавном очајних људи и, не преневши ни трунку планова свом покровитељу, пошао преко Бадахшана ка Кашмиру. Изгубивши мноштво људи и стоке услед несрећа и невоља на путевима, Текудер је, најзад, провалио на Пенџаб и, изненадивши тамошњег намесника Делхијског султаната, освојио град Лахор и завладао у тој области. Текудер је вероватно ту и примио ислам, узевши име Ахмед и титулу султана.

## Илкан

### Насилан долазак на престо
Ахмедов брат Абака наследио је Хулагу-кана на месту илкана и био је један од предводника монголске инвазије на Јапан, 1274. године. Дознавши да заслуге за неуспех те експедиције треба приписати Абаки, велики кан Кублај послао је Ахмеда да га казни. Ахмед је, 1282. године, на челу огромне војске упао у његов двор и одрубио му главу, уграбивши власт у Илканату, пошто се Абакин законит наследник Аргун налазио чак у Хорасану.
Нови илкан је ту затекао велико благо, које је искористио да би купио наклоност великодостојника, који су га на заседању Курилтаја и изабрали за свог суверена. Учврстивши се на власти, Ахмед се показао као добар владалац и стекао је љубав народа. Међутим, није дуго уживао у власти коју је узурпирао, јер је на њега кренуо Аргун са својом огромном војском. У опасности да изгуби власт, илкан је сазвао сабор великодостојника, успевши да за само недељу дана окупи велики број коњаника спремних за борбу.

### Покретање војске против Аргуна
Пошто је скупио 60.000 људи, Ахмед је кренуо у сусрет Аргуну. Војска је марширала 10 дана, а онда је илкан, добивши обавештење да се Аргунова војска налази на само 5 дана марша од његове, наредио да се постави логор у равници и да се ту сачека непријатељ, оценивши да је терен погодан за бој.
Када је намештен логор, Ахмед је окупио своје људе и обратио им се овако:
Велможе, ви добро знате да је требало да постанем господар свега чиме је мој брат Абака владао, будући да сам син његовог оца, и да сам помагао у освајању свих земаља и територија које држимо. Више од тога вам нећу рећи, јер знам да сте мудри и правдољубиви, и да ћете се борити за част и добробит свих нас.
После говора војска му се заклела на оданост.

### Припрема за битку
Избивши у равницу у коме се улогорила Ахмедова војска, Аргун му је послао два поверљива гласника. Гласници су сјахали код Ахмедовог шатора, где их је их је примио илкан у пратњи велике свите. Гласници су га поздравили веома учтиво и пренели су поруку:
Честити господине Ахмеде, ваш нећак Аргун веома се чуди вашем поступку преотимања власти, а овог часа и томе што сте га увукли у одлучну битку; заиста, то није добро, и нисте се понашали како добар стриц треба да се понаша према свом нећаку. Због свега тога, он вас преко нас обавештава да вас усрдно моли, као врлог стрица и оца, даму вратите његова права, тако да не буде битке између вас, и он ће вам указати сву почаст, и ви ћете, под њим, бити господар све његове земље. То је порука коју вам ваш нећак шаље преко нас.
На поруку свог синовца Ахмед је одговорио овако:
Господине гласниче, то што мој нећак говори јалово је, јер земља је моја а не његова. Ја сам је освојио исто колико и његов отац; и стога, кажите мом нећаку, да ћу га, ако хоће, учинити великим господаром, и даћу му довољно земље и биће ми као син, и највиши по рангу после мене. А ако неће, можете да га уверите да ћу учинити све што је у мојој моћи да га смакнем. Ето, то је оно како ћу поступати према свом нећаку и ниједну другу ствар нити споразум нећете моћи добити од мене.
Када је Ахмед завршио гласници су упитали, дали је то био цео одговор, а Ахмед је одговорио:
Да, док сам жив други нећете добити.
Гласници су потом похитали натраг да пренесу Аргуну одговор, који је, бесан због стричевог одговора, повикао:
Пошто ме је стриц тако понизио и увредио, нећу ни живети ни владати док се не осветим тако силовито да ће се од тога свет затрести.
После неуспеха дипломатије, оба кана наставила су припреме за битку. Ахмед је преко ухода био обавештен о неким Аргуновим плановима, тако да се налазио у предности.

### Одлучујућа битка
Следећег јутра, пошто је позвао своје људе на оружје и вешто их распоредио у борбени поредак, Ахмед им се обратио са речима охрабрења, после чега су војске кренуле једна према другој. Битка је отпочела кишом стрела и крвавом погибијом многих ратника и једне и друге стране. И поред Аргунове несвакидашње одважности, срећа је била на Ахмедовој страни. Војска легитимног илкана морала је да бежи са бојишта, док ју је гонио победнички Ахмед са својим људима уз велики покољ поражених.
Приликом бекства, и сам Аргун је заробљен и стављен под јаку стражу, после чега је потера за његовим људима заустављена. Потом је војска кренула натраг, у кратким марешвима да се војници не би замарали. После победе Ахмед се препустио харемским уживањима на свом двору, препуштајући управљање државом и војском својим подређенима, првенствено Шамс ад-Дин Џуваинију.

### Спољашња политика

#### Ахмед и Монголско царство
Иако је Монголско царство било распаднуто, сваки део царства није могао функционисати без осталих, пре свега због трговине, којом се царство одржавало. Тако је Ахмедов отац, Хулагу-кан, поседовао 25 газдинстава за производњу свиле у Кини, којом је владао његов брат Кублај. Хулагу је имао и долине у Тибету, свој удео у крзнима и соколовима из северних степа и, наравно, имао је и пашњаке, коње и људе, додељене му у домовини, у самој Монголији. Свака грана династије Бориџигин поседовала је и сразмеран број астронома, лекара, ткача, рудара и акробата.
Кублај-кан је имао имања у Илканату, крда камила, коња, оваца и коза. Читава војска чиновника путовала је по целом царству, проверавајући залихе и сводећи рачуне. Монголи Илканата су своје рођаке у Кини снабдевали зачинима, челиком, драгим камењем, бисерима и тканинама, док је монголски двор у Кини слао порцелан и лекове у Персију. Као надокнаду за превоз робе, Монголи у Кини задржавали су три четвртине за себе; ипак, још доста је остајало за извоз својим рођацима у другим деловима света.
Административна подела царства на четири велике јединице - Кину, Чагатаи, Илканат и Златну хорду - ни по чему нија умањила потребе за робом из других делова царства. Политичке поделе су, чак, нагласиле потребу да се очува древни начин расподеле. Ако би један кан одбио да другим члановима породице уступи њихов део, они бу му ускратили његов. Заједнички финансијски интереси угушили су политичке размирице.

#### Трговина Илканата
Стално кретање робе постепено је претворило монголске ратне стазе у у трговачке жиле куцавице. Поруке, људи и роба стално су се кретали из Монголије у Вијетнам, или из Кореје у Персију, коњским или камиљим караванима.
Пут од луке Зајтун  у јужној Кини до Хормоза у Перијском заливу постао је главна поморска веза између далеког и средњег истока.
На том путу, бродови су пристајали и у луке у Вијетнаму, Јави, Цејлону и Индији, и у свакој од њих монголски ратници наилазили су на нове врсте робе: шећер, слоновачу, цимет, памук - све оно до чега се тешко могло доћи у њиховој земљи. Из Персијског залива бродови су излазили изван зоне монголског утицаја и ширили трговину новим врстама робе из Арабије, Египта и Сомалије. Владари и трговци, из земаља изван монголске сфере утицаја, нису трговали у складу са монголским системом расподеле; са њима је Ахмед, као сви пре и после њега, склапао дугорочне трговинске споразуме. Вазали под монголским протекторатом показали су се као вешти трговци, у истој мери у којој су Монголи некад били освајачи, па су преузимали примат у трговини на Индијском океану.
Отварање нових трговачких путева, због претходног уништења производње у Персији и Ираку услед монголске најезде, ипак је највише могућности отворило кинеском занатству и трговини.
Илканат је развијао и трговину на западу, где је посебно продавана једна врста раскошне, богато украшене тканине названа дамаска свила - дамаст - по Дамаску, граду кроз који је протицао највећи део трговине Илканата. Марко Поло помиње још једну врсту фине, деликатне тканине из Мосула, која је у старофранцуском, а затим у енглеском језику добила име муслин. Поред својих тканина, канат је посредовао и у преношењу нарочито глатке и сјајне кинеске свиле, која је у западним земљама постала позната као сатен, по луци Зајтун.

### Бугина завера
После одређеног времена, Буга, угледни татарски велможа, сматрајући такво опхођење према заробљеном Аргуну грехом и гажењем оданости, сажалио се и почео је радити на његовом ослобођењу.
Буга је почео наговарати остале велможе да се приклоне његовом мишљењу. Његов лични утицај, због његових поодмаклих година и репутације праведника и промишљеног човека, био је тако велики да их је све придобио за свој подухват. Поред Буге као вође ове завере истичу се: Елкидај, Тоган, Тегана, Тага, Тијар, Ултај и Замагар.
Буга је потом спровео заверенике до шатора у коме је Аргун био заробљен, где су му се покајали због својих претходних поступака и рекли да су, желећи да окају грехе, дошли да га ослободе и прогласе илканом.
Међутим, Аргун није првобитно поверовао Буги и веома љут и напрасит одговорио је завереницима следеће:
Господо драга, веома грешите правећи ме предметом исмевања и треба да се задовољите већ учињеним грехом, заточивши свог законитог господара. И сами знате да поступате неправедно и стога вас молим да идете својим путем и да ми се више не ругате.
На то му је Буга рекао:
Честити господине Аргуне, будите уверени да вам се уопште не ругамо, него да је оно што вам говоримо истина, тако нам вере.
Потом су се велможе заклеле на верност Аргуну.
Са своје стране, Аргун се заклео да их неће прогонити и да ће се према њима опходити као његов отац Абака. Аргун је потом ослобођен и од стране присутних људи прихваћен за господара. Завареници су потом одапнули стреле на шатор у коме се налазио Золдан, највећи Ахмедов генерал.

## Покушај бега, хватање и смрт
Учврстивши се у тој области, Аргун је кренуо на Ахмедов двор. У међувремену, у својој главној палати, Ахмед је приређивао велику светковину, када му је пришао гласник и саопштио:
Господару, доносим вам вести, не онакве какве бих хтео, него веома рђаве. Знајте да су велможе ослободиле Аргуна и да је ваш драги пријатељ Золдан убијен; и уверавам вас да они хитају овамо да вас ухвате и убију. Овог часа сазовите веће да се одлучи шта је најбоље да се чини.
Кад је Ахмед чуо ово, у први мах тако се запрепастио и препао да није знао шта да чини, ни шта да каже; међутим, најзад је, као одважан и смотрен човек, рекао гласнику да ово не говори ником и брже-боље наредио својим најоданијим присталицама да се наоружају и оседлају коње. Не обавештавајући никог куда се упутио, пошао је путем према египатском султанату, верујући да ће тамо бити безбедан.
На крају шестодневног путовања стигао је до кланца који се није могао мимоићи, а чији га је чувар препознао и приметио да покушава да се спаси бекством. Ахмед је, због малобројности своје пратње, био заробљен и под јаком стражом послат према двору у Табризу, где је стигао само три дана пошто га је Аргун заузео.
Обрадовавши се што види стрица, Аргун је наредио својој војсци да се окупи, а онда је наредио једном од војника да убије бившег илкана и његово тело баци на место где га нико никад неће наћи. Тако је 10. августа 1284. године завршио живот први муслимански владар Илканата.

## Породица
Супруге
- Токуз-катун из племена Кункират - мајка Кучук-катун
- Армини-катун из племена Кункират - мајка Капланчија, Арсланчија, Кончак-катун, Чечак-катун и Мајну-катун
- Бајтегин-катун
- Тодагу-катун - мајка Сајлун-катун
- Ел Кутлуг-катун
- Тодаи-катун - удовица Абака-кана
- Куркучин Агачи - мајка Нокачија
- Конкурчин Агачи - мајка Калтурмиш-катун

Мушка деца
- Капланчи
- Арсланчи
- Нокачи

Женска деца
- Кучук-катун
- Кончак-катун
- Чечак-катун
- Мајну-катун
- Сајлун-катун
- Културмиш-катун

## Породично стабло
|  |                                              |  |  |  |  |  |  |  |  |  |  |  |  |  |  |  |
|  | 16. Јесугеј, вођа Монголских племена         |  |  |  |  |  |  |  |  |  |  |  |  |  |  |  |
|  |                                              |  |  |  |  |  |  |  |  |  |  |  |  |  |  |  |
|  |                                              |  |  |  |  |  |  |  |  |  |  |  |  |  |  |  |
|  | 8. Џингис-кан, велики кан Монголске империје |  |  |  |  |  |  |  |  |  |  |  |  |  |  |  |
|  |                                              |  |  |  |  |  |  |  |  |  |  |  |  |  |  |  |
|  |                                              |  |  |  |  |  |  |  |  |  |  |  |  |  |  |  |
|  | 17. Хоелун                                   |  |  |  |  |  |  |  |  |  |  |  |  |  |  |  |
|  |                                              |  |  |  |  |  |  |  |  |  |  |  |  |  |  |  |
|  |                                              |  |  |  |  |  |  |  |  |  |  |  |  |  |  |  |
|  | 4. Толуј, регент Монголске империје          |  |  |  |  |  |  |  |  |  |  |  |  |  |  |  |
|  |                                              |  |  |  |  |  |  |  |  |  |  |  |  |  |  |  |
|  |                                              |  |  |  |  |  |  |  |  |  |  |  |  |  |  |  |
|  | 18. Деи Сеичен                               |  |  |  |  |  |  |  |  |  |  |  |  |  |  |  |
|  |                                              |  |  |  |  |  |  |  |  |  |  |  |  |  |  |  |
|  |                                              |  |  |  |  |  |  |  |  |  |  |  |  |  |  |  |
|  | 9. Борте                                     |  |  |  |  |  |  |  |  |  |  |  |  |  |  |  |
|  |                                              |  |  |  |  |  |  |  |  |  |  |  |  |  |  |  |
|  |                                              |  |  |  |  |  |  |  |  |  |  |  |  |  |  |  |
|  | 19. Такчотан                                 |  |  |  |  |  |  |  |  |  |  |  |  |  |  |  |
|  |                                              |  |  |  |  |  |  |  |  |  |  |  |  |  |  |  |
|  |                                              |  |  |  |  |  |  |  |  |  |  |  |  |  |  |  |
|  | 2. Хулагу-кан, илкан                         |  |  |  |  |  |  |  |  |  |  |  |  |  |  |  |
|  |                                              |  |  |  |  |  |  |  |  |  |  |  |  |  |  |  |
|  |                                              |  |  |  |  |  |  |  |  |  |  |  |  |  |  |  |
|  | 10. Џаха Гамбу                               |  |  |  |  |  |  |  |  |  |  |  |  |  |  |  |
|  |                                              |  |  |  |  |  |  |  |  |  |  |  |  |  |  |  |
|  |                                              |  |  |  |  |  |  |  |  |  |  |  |  |  |  |  |
|  | 5. Соркохтани Беки                           |  |  |  |  |  |  |  |  |  |  |  |  |  |  |  |
|  |                                              |  |  |  |  |  |  |  |  |  |  |  |  |  |  |  |
|  |                                              |  |  |  |  |  |  |  |  |  |  |  |  |  |  |  |
|  | 1. Ахмед-кан                                 |  |  |  |  |  |  |  |  |  |  |  |  |  |  |  |
|  |                                              |  |  |  |  |  |  |  |  |  |  |  |  |  |  |  |
|  |                                              |  |  |  |  |  |  |  |  |  |  |  |  |  |  |  |
|  | 3. Кутај-катун                               |  |  |  |  |  |  |  |  |  |  |  |  |  |  |  |
|  |                                              |  |  |  |  |  |  |  |  |  |  |  |  |  |  |  |
|  |                                              |  |  |  |  |  |  |  |  |  |  |  |  |  |  |  |